# Creux de la Bargade
Le creux de la Bargade ou crozo de la Bargado ou perte d'Issendolus est une cavité souterraine naturelle. Elle se situe sur le territoire de la commune d'Issendolus, dans le Quercy (Lot, Occitanie, France).

## Situation
Le gouffre du creux de la Bargade se trouve à 1 kilomètres au sud-ouest du centre bourg d'Issendolus à 300 mètres au nord-ouest du lieu-dit Lacarral et à 600 mètres de la croix du Fangas sur le bord gauche du chemin. Cette perte s'ouvre au milieu d'une petite dépression pleine de caillou de 4m de profondeur, 30m de long et 10m de large. Son entrée verticale de 1,2m de diamètre a été busée avec des pneus de tracteurs et recouverte d'une grille.

## Hydrogéologie
La perte du creux de la Bargade absorbe les eaux de crue du ruisseau Morou, qui coule sur les alluvions des terrains du Limargue en bordure du causse de Gramat au sud. C'est l'actuelle perte terminale du Morou qui s'enfonce à cet endroit dans les calcaires karstifiables du Jurassique.
Ce système fait partie du bassin versant de la Dordogne.

### En amont du gouffre

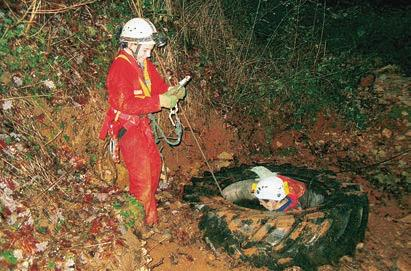
Deux spéléologues entrant dans le creux de la Bargade

Le ruisseau du Morou prend sa source sur la commune d'Albiac, à 5 km au nord-est du pont de la D840. Le point le plus haut de son bassin versant se situe au nord d'Albiac au lieu-dit Maspas sur la D15 à 431 m d'altitude. En période de basses eaux, Il se perd sous terre après le pont de la D840, sous le lieu-dit La Canetie à 314 mètre d'altitude. Par temps de crue, il parcourt 2 km supplémentaires dans la grande vallée fossile de l'Ouysse jusqu'au creux de la Bargade. Cependant, dans les années 1930, une crue centennale est passée  par dessus le creux de la Bargade, les eaux ont inondé la vallée sèche de l'Ouysse jusqu'au lieu-dit Saint-Chignes à 2 km en aval de la Bargade.

### Parties souterraines
L'entrée du gouffre s'ouvre à l'altitude de 305 m. Les puits d'entrée conduisent à un siphon de 55 mètres de long qui donne accès à la zone de transfert horizontale des eaux. Un réseau de galeries temporairement inondées a été exploré par les spéléo-plongeurs sur plus de 3 kilomètres et semble se diriger vers le sud-ouest en direction des réseau de l'Ouysse souterraine et du gouffre des Vitarelles.

## Description

### La zone d'entrée verticale
Le ruisseau du Morou coule par temps de crue dans une large vallée. Il est absorbé par plusieurs pertes avant de terminer son cours au creux de la Bargade. L'accès aux galeries souterraines se fait par un puits vertical de 3 mètres dans le remplissage caillouteux et argileux, busé par des pneus de tracteurs. Dessous, une grande diaclase de 10 mètres, est maintenant comblée par des cailloux apportés par une crue sur 5 mètres de profondeur et de 80 centimètres de largeur. Deux galeries en pente mènent 18 mètres plus bas en tête d'un puits vertical de 16 mètres. Ce puits arrive sur un siphon à 45 mètres sous la surface.

### La zone de transfert horizontale
Les plongeurs explorent et topographient plus de 3 kilomètres de galeries horizontales très argileuses dont 170 mètres en siphon sont noyées.

## Études et explorations

### Premières références et explorations

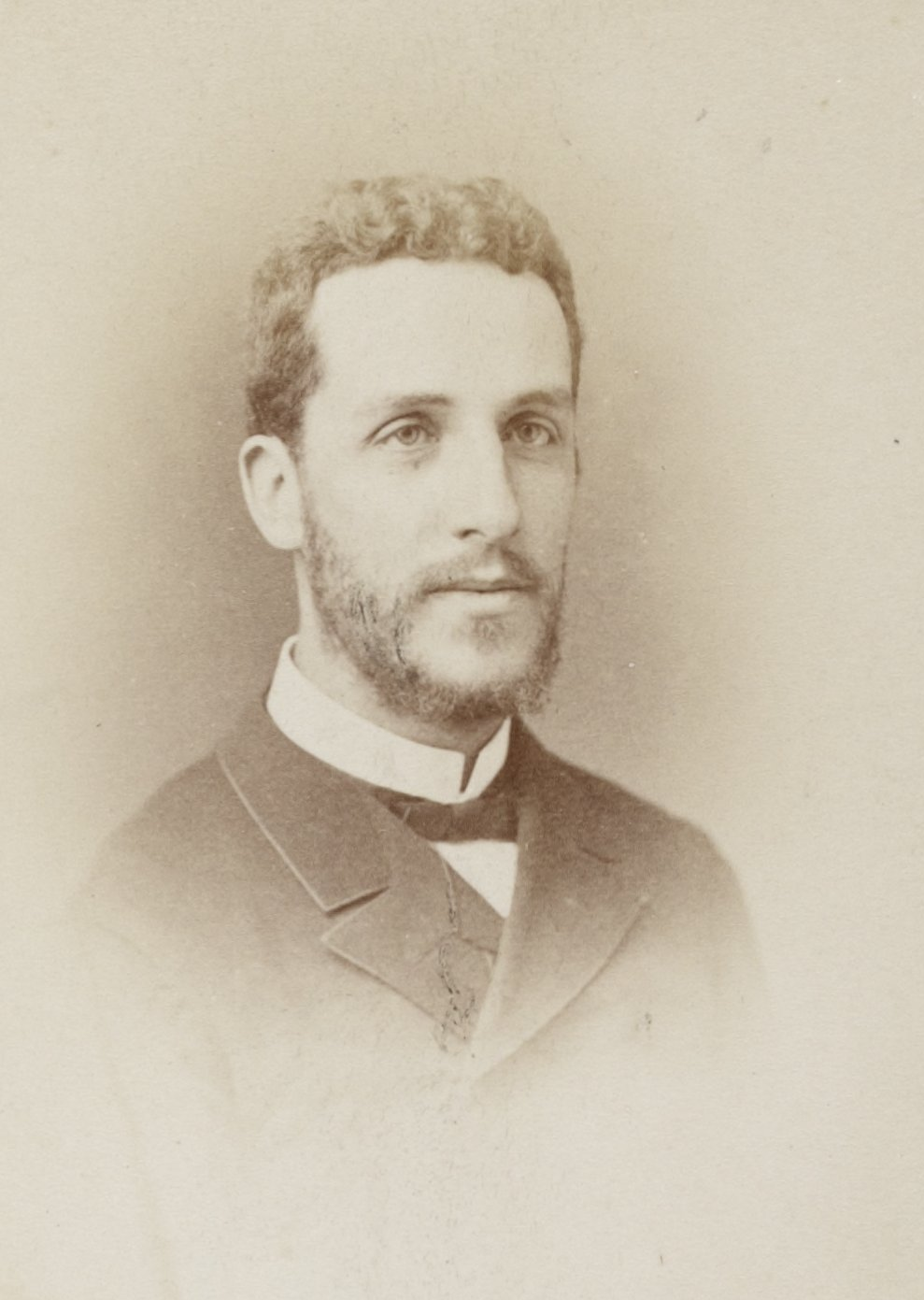
Édouard-Alfred Martel

En visite le 6 juin 1892, Édouard-Alfred Martel décrit les pertes du ruisseau Morou. Il se plaint de la pollution des eaux par les habitants qui ont jeté leurs déchets dont une portée de petits chiens, il écrit : « On nomme cette perte en patois, Ocabo-Riou (ruisseau qui s'achève). Entre portées de petits chiens, qu'on a jetés là comme au tas de Fumier, et qui décrivent de monotones cercles dans les lents tourbillons du flot disparaissant. Et ce ne sont pas les seules impuretés dont cette perte soit agrémentée: car elle sert de dépotoir (tout comme celle de l'Hôpital, du reste). ». Il décrit les crues et le creux de la Bargade bouché par des troncs d'arbres : « II paraît qu'en temps de crue la perte du pont d'Issendolus (ou plutôt de la Canethie nom de la ferme qui est à côté) ne suffît pas à engloutir toute l'eau, — que, quand il est gros, le ruisseau déborde hors de la mare où il s'enfouit à l'étiage, et qu'il continue son cours aérien jusqu'à 1,500 mètres plus loin, pour s'enterrer définitivement sous un trou, que l'on a fermé avec des troncs d'arbres, dans un bas-fond de prairies, à moins de 3oo mètres d'altitude, un peu au delà d'Issendolus, au pied du hameau de Mondou. Ce trou se nomme la Crose de la Bargado. ».

### Les explorations auXXIesiècle
Lors de la crue de septembre 1999, qui a nécessité le sauvetage du gouffre des Vitarelles, l'eau de la crue a ouvert un trou de 60 centimètres de diamètre et de 2 mètres de profondeur d'où s'échappe un courant d'air, au milieu de la perte de la Bargade. Les membres de la section spéléologie de l'ACL, Philippe Vergon Spéléo-Archéo de Mandeure, Jean Taisne et la famille Perrier réalisent six séances de désobstruction, du 2 au 30 septembre 2000, permettant d'atteindre la cote -45. En juin 2001, le spéléo-plongeur Jean-Claude Collette franchit  le siphon S1 en bas du puits d'entrée. Après 55 mètres sous l'eau, il découvre 60 mètres de galerie exondées et s’arrête sur le siphon S2.
En 2002, le spéléo-plongeur allemand Sascha Uberall  ne réussit pas à franchir le siphon S1 : le fil d'ariane posé par Jean-Claude Collette  s'enfonce dans les cailloux, le passage est obstrué.
En 2003, Nadir Lasson aidé par Alexandre Andrieu réussit à passer le S1 et tente de passer le S2. Son fil est mal positionné dans le passage bas de 60 centimètres, il fait demi-tour et établit la topographie avec une visibilité de 20 centimètres seulement. Il revient le 17 juillet il franchit le S2 (35 m; -4 m). Une galerie basse se poursuit sur 40 m suivie d'une salle avec un chaos de blocs. Il parcours 300 mètres de  galerie de section 5 x 8 mètres. À 385 m du S2, il arrive sur un collecteur. La rivière fait 2 mètres de large et 7 mètres de haut. Il s'arrête 100 mètres en aval et la galerie continue. Il a découvert 443 mètres de galeries inconnues. Il est de retour le 24 Août accompagné du spéléo-plongeur Franck Aubert assisté des clubs spéléos S3C (Spéléo-club de Caniac du Causse), SC Cabrerets (Spéléo-club de Cabrerets) et du M.I.E.R.S. (Mouvement Indépendant d'Études et de Recherches Spéléologiques) , ils franchissent 250 m supplémentaires et s'arrêtent devant le siphon collecteur aval. Ils explorent sur 480 mètres une branche du réseau qui remonte en amont sous le hameau de Gruffiel. Une forte pollution au fioul leur provoque des nausées. En 9 heures, ils lèvent plus d'un kilomètre de topographie et découvrent 760 mètres de galeries nouvelles.
Le 3 janvier 2004, Nadir Lasson revient avec 5 autres plongeurs aidés par les clubs précédents et H2O (soit 22 participants). La plongée dans le siphon aval est annulée car le niveau d'eau ne le permet pas. Dans l'amont, environ un kilomètre de galeries sont découvertes en 11 heures passées sous terre. Il trouvent un bois de cervidé. Le 11 février, Nadir et 4 autres plongeurs découvriront 750 mètres de galeries et font passer le développement post-deuxième siphon à trois kilomètres. Un des siphons aval est exploré le 3 mars et agrandit le réseau connu à 3274 mètres dont 170 mètres noyés.